# Isola di Betton
L'isola di Betton (Betton Island) fa parte dell'arcipelago Alessandro, nell'Alaska sud-orientale (Stati Uniti d'America). Amministrativamente appartiene al Borough di Ketchikan Gateway. L'isola si trova all'interno della Tongass National Forest.

## Storia
L'isola è stata nominata in tempi moderni nel 1793 dal capitano George Vancouver (ufficiale della Royal Navy) in onore di Roderick Betton, un marinaio gravemente ferito in uno scontro con gli indiani il 12 agosto 1793.

## Geografia
L'isola si trova all'entrata sud del canale di Behm (Behm Canal) difronte al centro abitato di Clover Pass sull'isola di Revillagigedo (Revillagigedo Island) separata (da quest'ultima) dal canale di Clover (Clover Passage).

### Masse d'acqua
Intorno all'isola sono presenti le seguenti masse d'acqua (da nord in senso orario):
- Canale di Behm (Behm Canal)[5] 55°56′13″N 131°11′18″W - Il canale, lungo oltre 170 chilometri, bagna il lato occidentale dell'isola e la divide dalla penisola di Cleveland (Cleveland Peninsula).
- Canale di Clover (Clover Passage)[6] 55°30′42″N 131°45′00″W - Il canale, lungo oltre 13 chilometri, bagna il lato orientale dell'isola e la divide dall'isola di Revillagigedo (Revillagigedo Island).

### Isole limitrofe
Intorno all'isola (entro circa 1 chilometro) si trovano le seguenti isole minori:
- Isola di Pup (Pup Island)[7] 55°28′56″N 131°49′25″W - L'isola, con una elevazione di 42 metri e una lunghezza di 900 metri, si trova a sud dell'isola di Betton difronte all'abitato di Clover Pass.
- Isola di Clover (Clover Island)[8] 55°29′06″N 131°48′08″W - L'isola, con una elevazione di 27 metri e una lunghezza di 550 metri, si trova a sud dell'isola di Betton e a nord dell'abitato di Clover Pass.
- Isola di Hump (Hump Island)[9] 55°31′22″N 131°45′26″W - L'isola, con una elevazione di 71 metri e una lunghezza di 1,44 chilometri, si trova all'interno del canale di Clover (Clover Passage).
- Isola di Back (Back Island)[10] 55°32′26″N 131°45′32″W - L'isola, con elevazione di 14 metri e una lunghezza di 0,97 chilometri, si trova all'interno del canale di Clover (Clover Passage).
- Arcipelago di Tatoosh (Tatoosh Islands)[11] 55°31′15″N 131°50′34″W - L'arcipelago formato da 4 isole principali più altre minori si trova a occidente dell'isola di Betton sul canale di Behm (Behm Canal).

### Promontori
Sull'isola sono presenti alcuni promontori (da nord in senso orario):
- Promontorio di Tatoosh (Tatoosh Point)[12] 55°31′44″N 131°49′27″W - L'elevazione del promontorio, che si trova sul lato occidentale dell'isola difornte all'arcipelago di Tatoosh (Tatoosh Islands), è di 53 metri.
- Promontorio di Betton (Betton Point)[13] 55°32′12″N 131°48′08″W - L'elevazione del promontorio, che si trova all'estremo settentrionale dell'isola, è di 43 metri.

### Monti
Elenco dei monti presenti nell'isola:
- Monte Betton (Betton Head)[14] 55°30′41″N 131°49′38″W - Il monte, con una elevazione di circa 310 metri, si trova sul lato occidentale dell'isola.